# استوديوهات إي تي إي للرسوم المتحركة
استوديوهات إي تي إي للرسوم المتحركة (بالإنجليزية:ATA Animation Studios) استوديوهات مصرية لإنتاج الرسوم المتحركة أنطلق سنة 2012 يقع مقره في الجيزة، مصر.
حيث تقوم بإطلاق مسلسل جديد كل سنة بتقنية ثلاثية الأبعاد ومنذ 2013 أطلق لحد الآن (أوت 2020) ست مسلسلات رسوم متحركة تدور قصتها حول النبي موسى (عليه السلام) وإبراهيم (عليه السلام) ومحمد (صلى الله عليه وسلم) وسليمان (عليه السلام) 2019 ويوسف (عليه السلام) في جزأين الأول سنة 2019 و الجزء الثاني 2020 إضافة إلى مسلسل نوح عليه السلام 2020.

## فيلموغرافيا
- كليم الله (رسوم متحركة): رمضان 1434هـ ـ رمضان 1435 | 2013 ـ 2014
- خليل الله (مسلسل 2015): رمضان 1436هـ | 2015
- حبيب الله (مسلسل): رمضان 1437هـ ـ | 2016 ـ 2017
- سليمان الحكيم: 2018_1438
- يوسف الصديق :2019_1439
- مسلسل نوح عليه السلام:2020_1440
- مسلسل أدم عليه السلام 2021_1441